# Brunrött rovfly
Brunrött rovfly (Cosmia pyralina) är en fjärilsart som beskrevs av Ignaz Schiffermüller 1776. Brunrött rovfly ingår i släktet Cosmia och familjen nattflyn. Enligt den finländska rödlistan är arten nära hotad i Finland. Arten är reproducerande i Sverige. Artens livsmiljö är parker, gårdsplaner och trädgårdar. Inga underarter finns listade i Catalogue of Life.

## Bildgalleri

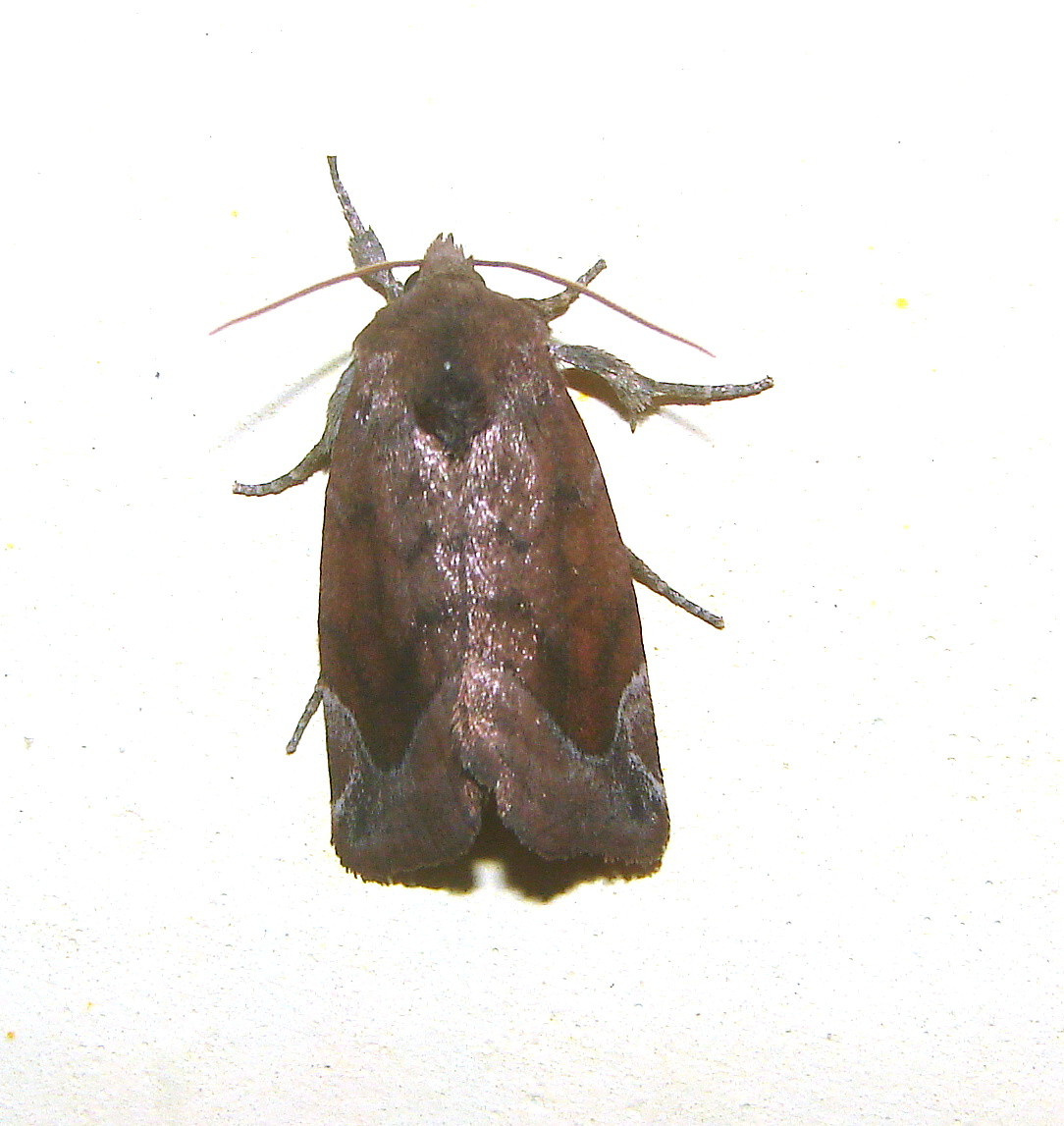
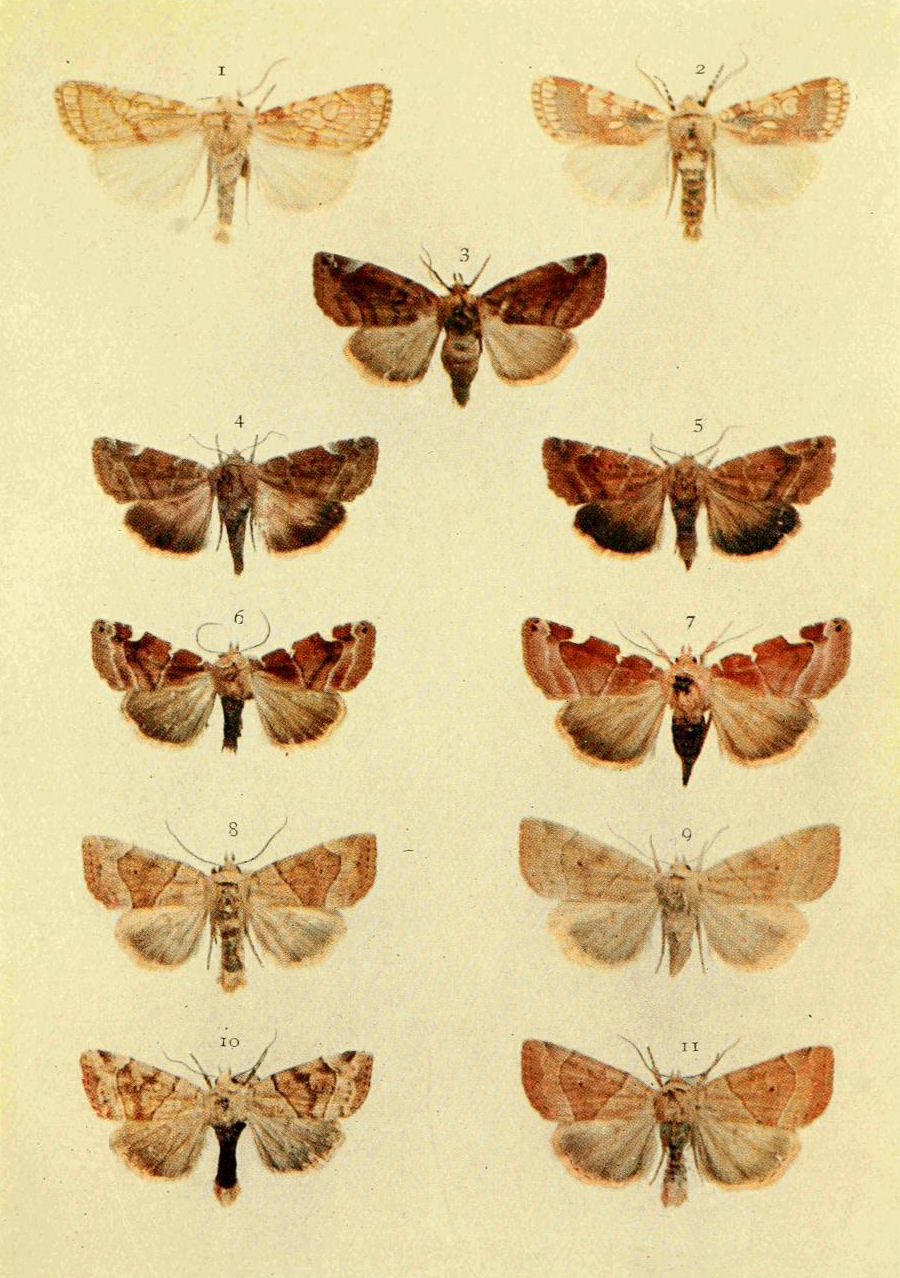
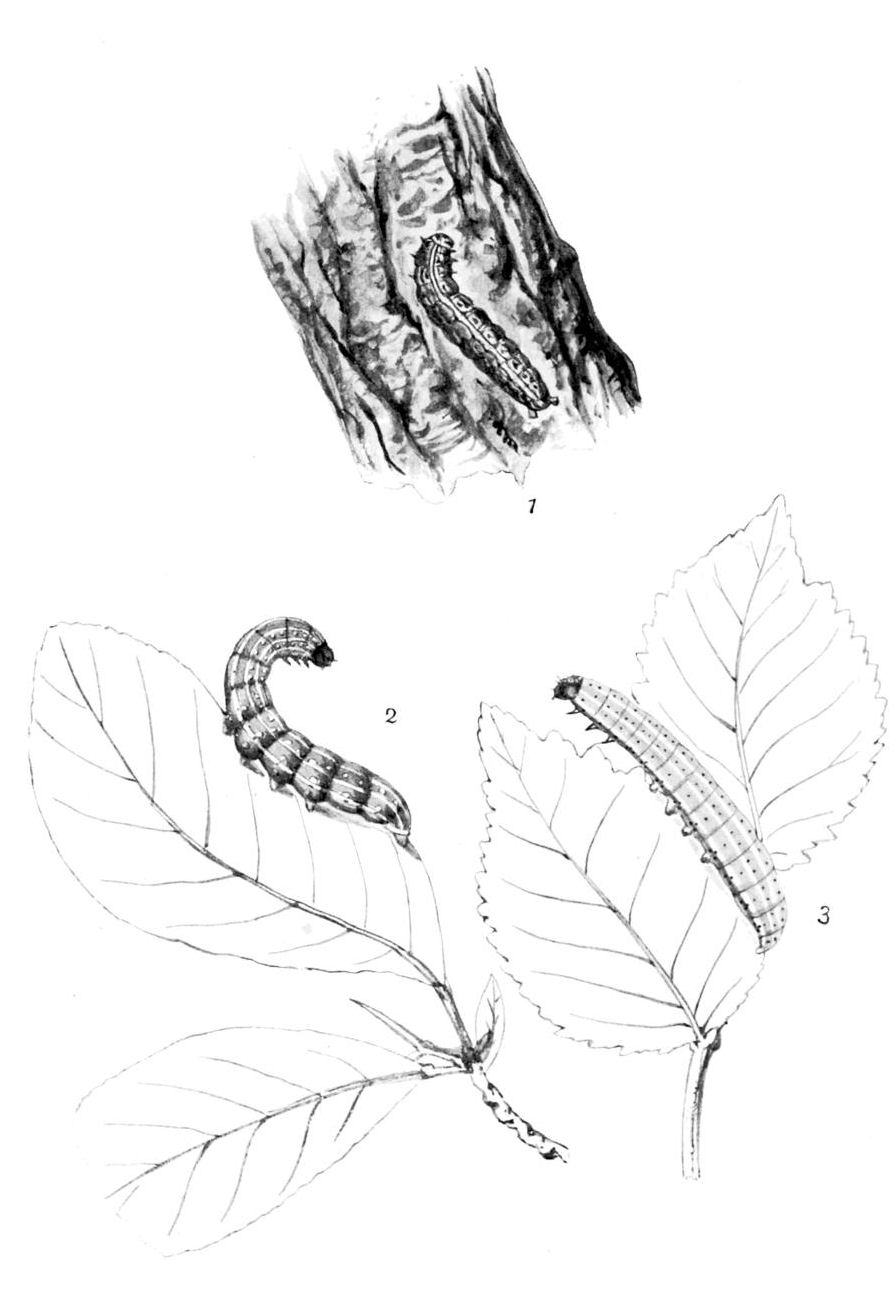